# Vicky Holland
Victoria Frances „Vicky“ Holland  (* 12. Januar 1986 in Gloucester) ist eine britische Triathletin. Sie ist Triathlon-Vizeeuropameisterin (2013), dreifache Olympiastarterin (2012, 2016, 2020) und ITU-Weltmeisterin Triathlon (2018).

## Werdegang
Vicky Holland war als Jugendliche im Schwimmsport aktiv und studierte 2005 bis 2008 an der Loughborough University, wo sie den Triathlonsport für sich entdeckte.
2010 wurde sie im Rahmen der Rennserie „Triathlon World Championship Series“ Achte im Triathlon-Weltcup auf der Kurzdistanz und im März 2011 gewann sie die Ozeanische Triathlon-Meisterschaft.
2012 startete sie im August bei den Olympischen Sommerspielen in London, wo sie nach einem Sturz auf der Radstrecke noch den 26. Rang von 55 gestarteten Frauen erreichen konnte.
Vicky Holland wurde in der Türkei im Juni 2013 Triathlon-Vizeeuropameisterin auf der olympischen Kurzdistanz (1,5 km Schwimmen, 40 km Radfahren und 10 km Laufen). Im September 2015 belegte sie mit dem dritten Rang beim abschließenden „Grand-Final-Rennen“ in Chicago den vierten Rang innerhalb der Weltmeisterschaft-Rennserie 2015.

### Olympische Sommerspiele 2016
Vicky Holland konnte sich damit einen Startplatz bei den Olympischen Spielen in Rio de Janeiro sichern und sie startete am 20. August 2016 neben Helen Jenkins und Non Stanford, wo sie als schnellste Britin Bronze gewinnen konnte.
Holland startet im Bundeskader der British Triathlon Federation, wird trainiert von Darren Smith und sie lebt in Swansea in Südwales. Seit 2019 startet sie zudem im Bahrain Elite Endurance Triathlon Team.

### Triathlon Weltmeisterin 2018
Bei der ITU-Weltmeisterschaftsrennserie 2018 konnte sie sich am 15. September mit dem zweiten Rang im letzten Rennen in Gold Coast (Australien) den Weltmeistertitel sichern.
Im Rahmen der ITU World Championship Series 2019 belegte sie als viertbeste Britin hinter Jessica Learmonth (Rang 2), Georgia Taylor-Brown (Rang 3) und Non Stanford (Rang 7) den zwölften Rang.
Vicky Holland startet am 6. Juni 2021 bei den ITU World Championship Series 2021 in Leeds, zusammen mit Lucy Charles-Barclay, Non Stanford, Jessica Learmonth, Georgia Taylor-Brown, Sophie Coldwell, Beth Potter, Olivia Mathias und Sian Rainsley.
Vicky Holland startete bei den Olympischen Sommerspielen 2020 im Juli 2021 in Tokyo – zusammen mit Georgia Taylor-Brown, Jessica Learmonth, Jonathan Brownlee und Alex Yee. Sie belegte im Rennen der Frauen den 13. Rang.

## Auszeichnungen
- 2019: ETU Athletin des Jahres

## Sportliche Erfolge
| Datum/Jahr    | Rang | Wettbewerb                                    | Austragungsort | Zeit     | Bemerkung                                                                             |
| ------------- | ---- | --------------------------------------------- | -------------- | -------- | ------------------------------------------------------------------------------------- |
| 6. Juli 2024  | 2    | ITU World Triathlon Cup                       | Tiszaujvaros   | 00:59:23 | Zweite hinter Annika Koch                                                             |
| 1. Okt. 2023  | 7    | ITU Triathlon World Cup                       | Tanger         | 00:59:17 | hinter der Deutschen Lisa Tertsch                                                     |
| 5. Nov. 2021  | 10   | ITU World Championship Series 2021            | Abu Dhabi      | 00:57:38 |                                                                                       |
| 14. März 2020 | 1    | ITU Triathlon World Cup                       | Mooloolaba     | 00:57:46 |                                                                                       |
| 27. Juli 2018 | 1    | ITU World Championship Series 2018            | Edmonton       | 00:56:51 |                                                                                       |
| 5. Apr. 2018  | 4    | Commonwealth Games 2018                       | Gold Coast     | 00:57:42 |                                                                                       |
| 11. Feb. 2018 | 1    | ITU Triathlon World Cup                       | Kapstadt       | 00:58:18 |                                                                                       |
| 4. Sep. 2016  | 5    | ITU World Championship Series 2016            | Edmonton       | 00:57:15 |                                                                                       |
| 6. Sep. 2015  | 1    | ITU World Championship Series 2015            | Edmonton       | 00:58:55 |                                                                                       |
| 18. Juli 2015 | 2    | ITU World Championship Series 2015            | Hamburg        | 00:57:13 | Zweite hinter der US-Amerikanerin Gwen Jorgensen                                      |
| 13. Juli 2014 | 1    | ITU Sprint Triathlon World Championship Team  | Hamburg        | 01:19:07 | Weltmeister im Team – zusammen mit Lucy Hall, Jonathan Brownlee und Alistair Brownlee |
| 31. Mai 2014  | 14   | ITU World Championship Series 2014            | London         | 0:55:44  | auf der Sprintdistanz                                                                 |
| 26. Aug. 2012 | 1    | ITU Sprint Triathlon World Championship Team  | Stockholm      | 01:26:48 | Weltmeister im Team – zusammen mit Non Stanford, Jonathan Brownlee und Will Clarke    |
| 20. Aug. 2011 | 19   | ITU Sprint Triathlon World Championships      | Lausanne       | 01:00:00 | auf der Sprintdistanz                                                                 |
| 10. Sep. 2005 | 36   | ITU Triathlon World Championship Junior Women | Gamagori       | 01:07:37 | bei den Juniorinnen                                                                   |

| Datum/Jahr    | Rang | Wettbewerb                                          | Austragungsort | Zeit     | Bemerkung                                                                       |
| ------------- | ---- | --------------------------------------------------- | -------------- | -------- | ------------------------------------------------------------------------------- |
| 21. Aug. 2021 | 9    | ITU World Championship Series 2021                  | Edmonton       | 01:57:32 | Grand Final                                                                     |
| 27. Juli 2021 | 13   | Olympische Sommerspiele 2020                        | Tokyo          | 02:00:10 |                                                                                 |
| 23. Mai 2021  | 5    | ITU Triathlon World Cup                             | Lissabon       | 01:59:56 |                                                                                 |
| 15. Aug. 2019 | 3    | ITU World Triathlon Olympic Qualification Event     | Tokyo          | 01:41:11 | hinter Flora Duffy und Alice Betto                                              |
| 15. Sep. 2018 | 2    | ITU World Championship Series 2018                  | Gold Coast     | 01:52:02 |                                                                                 |
| 25. Aug. 2018 | 1    | ITU World Championship Series 2018                  | Montreal       | 01:59:29 |                                                                                 |
| 9. Juni 2018  | 1    | GBR Triathlon National Championships                | Leeds          | 01:56:32 | Nationale Meisterin im Rennen der ITU World Championship Series 2018            |
| 28. Apr. 2018 | 2    | ITU World Championship Series 2018                  | Bermuda        | 02:03:25 |                                                                                 |
| 20. Aug. 2016 | 3    | Olympische Sommerspiele 2016                        | Rio de Janeiro | 01:57:01 |                                                                                 |
| 18. Sep. 2015 | 3    | ITU World Championship Series 2015                  | Chicago        | 01:56:20 | Grand Final – Triathlon-Weltmeisterschaft auf der olympischen Distanz           |
| 2. Aug. 2015  | 3    | ITU World Olympic Qualification Event               | Rio de Janeiro | 01:59:27 |                                                                                 |
| 25. Apr. 2015 | 1    | ITU World Championship Series 2015                  | Kapstadt       | 01:49:51 | Schwimmdistanz verkürzt auf 750 m                                               |
| 24. Juli 2014 | 3    | Commonwealth Games 2014                             | Glasgow        | 01:59:11 |                                                                                 |
| 26. Apr. 2014 | 8    | ITU World Championship Series 2014                  | Kapstadt       |          |                                                                                 |
| 14. Juni 2013 | 2    | ETU Short Distance Triathlon European Championships | Alanya         | 01:55:45 | Vizeeuropameisterin – nur zwei Sekunden hinter der Niederländerin Rachel Klamer |
| 4. Aug. 2012  | 26   | Olympische Sommerspiele 2012                        | London         | 02:02:55 | nach einem Sturz auf der Radstrecke                                             |
| 19. Sep. 2011 | 12   | ITU World Championship Series 2011                  | Yokohama       | 02:00:39 | Das Ergebnis des Rennens soll schon für die Saison 2012 berücksichtigt werden.  |
| 12. März 2011 | 1    | OTU Triathlon Oceania Championships                 | Wellington     | 02:05:12 | Ozeanische Triathlon-Meisterschaft                                              |
| 12. Sep. 2010 | 6    | ITU World Championship Series 2010                  | Budapest       | 01:51:31 | im siebten und letzten Rennen der Saison                                        |
| 15. Aug. 2010 | 13   | ITU World Championship Series 2010                  | Kitzbühel      | 02:05:50 | im 6. Rennen der Serie                                                          |
| 24. Juli 2010 | 6    | ITU World Championship Series 2010                  | London         | 01:52:39 | 5. Rennen der Serie                                                             |
| 18. Juli 2010 | 5    | ITU World Championship Series 2010                  | Hamburg        | 01:53:57 | im vierten Rennen                                                               |
| 2. Aug. 2009  | 4    | London Triathlon                                    | London         |          |                                                                                 |

(DNF – Did Not Finish)